# Singhiella sutepensis
Singhiella sutepensis là một loài côn trùng cánh nửa trong họ Aleyrodidae, phân họ Aleyrodinae.
Singhiella sutepensis được Takahashi miêu tả khoa học đầu tiên năm 1942.